# Heikki Ikola
Heikki Johannes Ikola, né le 9 septembre 1947 à Jurva, est un biathlète finlandais. Il est triple champion du monde de l'individuel.

## Biographie
Il est l'un des seuls biathlètes avec son compatriote à concurrencer l'URSS dans les années 1970 avec Juhani Suutarinen et est le meilleur biathlète finlandais de l'histoire. Aux Jeux olympiques d'hiver de 1972, il remporte sa première médaille internationale, avec l'argent au relais. Aux Championnats du monde 1974, il obtient le même résultat, avant de devenir double champion du monde en 1975, sur l'individuel et le relais. Aux Jeux olympiques d'hiver de 1976, il ajoute deux nouvelles médailles d'argent à sa collection, obtenues sur l'individuel et le relais.
Il remporte ensuite deux autres titres mondiaux à l'individuel en 1977 et 1981, ainsi qu'une médaille d'argent en relais aux mondiaux 1979. Il continue sa carrière sportive internationale jusqu'en 1982.
Il devient ensuite entraîneur de l'équipe nationale finlandaise, puis commentateur de biathlon à la télévision.

## Palmarès

### Jeux olympiques d'hiver
| Épreuve / Édition   | Individuel                         | Sprint                           | Relais                             |
| ------------------- | ---------------------------------- | -------------------------------- | ---------------------------------- |
| JO 1972 Sapporo     | -                                  | Épreuve inexistante à cette date | Médaille d'argent, Jeux olympiques |
| JO 1976 Innsbruck   | Médaille d'argent, Jeux olympiques | Épreuve inexistante à cette date | Médaille d'argent, Jeux olympiques |
| JO 1980 Lake Placid | 18e                                | -                                | -                                  |

### Championnats du monde
- Championnats du monde 1974 à Minsk :
  -  Médaille d'argent au relais 4 × 7,5 km.
- Championnats du monde 1975 à Antholz :
  -  Médaille d'or à l'individuel.
  -  Médaille d'or au relais 4 × 7,5 km.
- Championnats du monde 1977 à Vingrom :
  -  Médaille d'or à l'individuel.
  -  Médaille d'argent au relais 4 × 7,5 km.
- Championnats du monde 1979 à Ruhpolding :
  -  Médaille d'argent au relais 4 × 7,5 km.
- Championnats du monde 1981 à Lahti :
  -  Médaille d'or à l'individuel.

### Coupe du monde
- Meilleur classement général : 10e en 1979[2].

## Distinctions
- Porte-drapeau olympique en 1980.
- Sportif finlandais de l'année en 1975 et 1981[1].